# Хокітіка
Хокітіка (англ. Hokitika) — селище у регіоні Вест-Кост, Нова Зеландія.

## Географія
Знаходиться на західному узбережжі Південного острова, на захід від Південних Альп.

### Клімат
Селище знаходиться у зоні, котра характеризується морським кліматом. Найтепліший місяць — лютий із середньою температурою 16 °C (60.8 °F). Найхолодніший місяць — липень, із середньою температурою 7.4 °С (45.3 °F).
| Клімат Хокітіки         | Клімат Хокітіки | Клімат Хокітіки | Клімат Хокітіки | Клімат Хокітіки | Клімат Хокітіки | Клімат Хокітіки | Клімат Хокітіки | Клімат Хокітіки | Клімат Хокітіки | Клімат Хокітіки | Клімат Хокітіки | Клімат Хокітіки | Клімат Хокітіки |
| Показник                | Січ.            | Лют.            | Бер.            | Квіт.           | Трав.           | Черв.           | Лип.            | Серп.           | Вер.            | Жовт.           | Лист.           | Груд.           | Рік             |
| Абсолютний максимум, °C | 30              | 28,4            | 28              | 23,7            | 21,8            | 17,7            | 18,1            | 25,2            | 23              | 24,2            | 28              | 27,1            | 30              |
| Середній максимум, °C   | 19,6            | 20              | 18,7            | 16,5            | 14,3            | 12,3            | 11,9            | 12,6            | 13,9            | 15              | 16,4            | 18              | 15,8            |
| Середня температура, °C | 15,7            | 16              | 14,5            | 12,4            | 10,2            | 8,2             | 7,4             | 8,3             | 9,9             | 11,1            | 12,6            | 14,4            | 11,7            |
| Середній мінімум, °C    | 11,8            | 12              | 10,3            | 8,2             | 6,1             | 4               | 2,9             | 4,1             | 5,9             | 7,3             | 8,7             | 10,7            | 7,7             |
| Норма опадів, мм        | 240             | 190             | 230             | 230             | 240             | 220             | 220             | 220             | 220             | 270             | 260             | 250             | 2860            |
| Днів з дощем            | 14,1            | 13,5            | 14,4            | 15,7            | 18,7            | 18,7            | 16,1            | 19,3            | 19,6            | 20,6            | 17,6            | 19,3            | 207,6           |
| ----------------------- | --------------- | --------------- | --------------- | --------------- | --------------- | --------------- | --------------- | --------------- | --------------- | --------------- | --------------- | --------------- | --------------- |
| Джерело: Weatherbase    |                 |                 |                 |                 |                 |                 |                 |                 |                 |                 |                 |                 |                 |